# جو موراي (ملاكم)
جو موراي (بالإنجليزية: Joe Murray)‏ مواليد 13 يناير 1987، هو ملاكم محترف إنجليزي يصنف ضمن فئة وزن الريشة. شارك في دورة الألعاب الأولمبية الصيفية سنة 2008.

## إحصائيات
خاض خلال مسيرته 21 نزالا، فاز في 19 ولم يتعادل وخسر في 2. فاز بالضربة القاضية في 8 نزالا.

## روابط خارجية
- جو موراي على موقع بوكس ريك (الإنجليزية) (registration required)
- جو موراي على موقع أوليمبيديا (الإنجليزية)
- جو موراي على موقع اللجنة الأولمبية البريطانية (الإنجليزية)